# Avenida de la Paz (metropolitana di Madrid)
Avenida de la Paz è una stazione della linea 4 della metropolitana di Madrid.
Si trova sotto all'intersezione tra l'Avenida de Ramón y Cajal e la M-30, nel distretto di Ciudad Lineal.
La denominazione riprende il nome del tratto della M-30 che passa per la zona.

## Storia
La stazione fu aperta al pubblico il 5 maggio 1979, in corrispondenza del prolungamento della linea 4 dalla stazione di Alfonso XIII a quella di Esperanza.

## Accessi
Vestibolo Avenida de la Paz
- Ramón y Cajal, pares: Avenida de Ramón y Cajal 80 (angolo con Calle de las Normas 2)
- Ramón y Cajal, impares: Avenida de Ramón y Cajal 101
- Avda. de la Paz: M-30 (Parque Féliz Rodríguez de la Fuente)